# Kahan Özcan
Kahan Özcan (Apeldoorn, 25 november 1991) is een Nederlands-Turks voetballer die als middenvelder voor AGOVV Apeldoorn speelde. Als zaalvoetballer speelt hij in het Turkse nationale team.

## Carrière
Kahan Özcan kwam in 2010 over van de Apeldoornse amateurclub WSV naar AGOVV Apeldoorn. Hij debuteerde in de Eerste divisie voor AGOVV op 21 januari 2011, in de met 4-0 verloren uitwedstrijd tegen FC Zwolle. Özcan kwam in de 82e minuut in het veld voor Uğur Yıldırım. Na deze wedstrijd speelde hij niet meer voor AGOVV en na één seizoen vertrok hij naar CSV Apeldoorn. Hierna speelde hij nog voor Go-Ahead Kampen en VV TKA.
Als zaalvoetballer was hij lange tijd op het hoogste niveau van België actief bij Minicup Lommel en Fenerbahçe Beringen, en werd gedurende deze periode ook regelmatig geselecteerd voor het Turkse zaalvoetbalteam. Hij maakte deel uit van de Turkse selectie op UEFA Futsal Euro 2012. Later speelde hij voor WSV en ATIK. In de zaal speelde hij veelal samen met zijn broer Cihan Özcan die in 2015 Nederlands kampioen werd met ASV Lebo en ook voor het Turkse zaalvoetbalteam uitkwam en op het veld kort bij de Turkse clubs Ormanspor (2004-2006, jeugd) en Kastamonuspor (2010) zat.

### Statistieken
| Seizoen                     | Club            | Land           | Competitie     | Competitie | Competitie | Beker | Beker | Totaal | Totaal |
| Seizoen                     | Club            | Land           | Competitie     | Wed.       | Dlp.       | Wed.  | Dlp.  | Wed.   | Dlp.   |
| --------------------------- | --------------- | -------------- | -------------- | ---------- | ---------- | ----- | ----- | ------ | ------ |
| 2010/11                     | AGOVV Apeldoorn | Nederland      | Eerste divisie | 1          | 0          | 0     | 0     | 1      | 0      |
| Carrièretotaal              | Carrièretotaal  | Carrièretotaal | Carrièretotaal | 1          | 0          | 0     | 0     | 1      | 0      |
| Bijgewerkt op 16 april 2019 |                 |                |                |            |            |       |       |        |        |